# Scolecomorphus vittatus
Scolecomorphus vittatus é uma espécie de anfíbio gimnofiono da família Scolecomorphidae. É endémico da Tanzânia.
O seu habitat natural inclui florestas de planície húmidas tropicais ou subtropicais, zonas montanhosas húmidas tropicais ou subtropicais, plantações, jardins rurais e florestas altamente degradadas.
É vivípara e não está dependente da água.